# کنکسنت
کنکسنت سیستمز (به انگلیسی: Conexant Systems) یک شرکت آمریکایی فب‌لس بود. این شرکت دستگاه های پردازش شنیداری تولید میکرد.